# علم النفس النظري

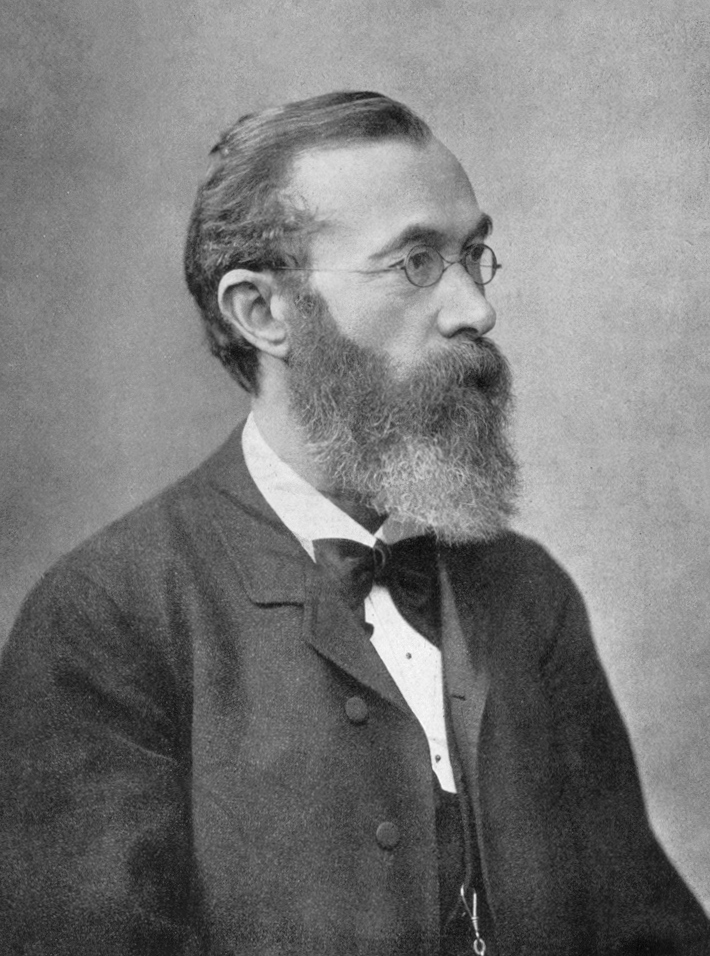
عالم النفس الألماني فيلهلم فونت (1832-1920) عام 1902.

يهتم علم النفس النظري بالجوانب النظرية والفلسفية لعلم النفس. إنه مجال متداخل الاختصاصات مع نطاق واسع من الدراسات. يركز على الجمع بين نظريات علم النفس القائمة ودمجها وتطويرها بشكل غير تجريبي. نشأ علم النفس النظري من فلسفة العلوم، إشولم تنطلق كان المنطق والعقلانية أساس كل فكرة جديدة. كان قائمًا قبل علم النفس الاختباري أو التجريبي. علم النفس النظري هو مجال متعدد الاختصاصات يضم علماء نفس متخصصين في مجموعة واسعة من الأفرع النفسية. كان هناك عدد قليل من رواد علم النفس النظري مثل فيلهلم فونت ووليام جيمس وسيغموند فرويد وجون واطسون. كان هناك أيضًا عدد من المساهمين البارزين، من بينهم جيروم كاجان وألان كازدين وروبرت ستيرنبرغ، وكينيث جيرغن وأولريك نيسر. غالبًا ما ينشر هؤلاء المساهمون في مجموعة متنوعة من الدوريات بما في ذلك الدورية الأبرز في علم النفس النظري مجلة علم النفس النظري والفلسفي. بدأت العديد من المنظمات الأخرى بالاعتراف بعلم النفس النظري كفرع رسمي من فروع علم النفس.

## البداية
نشأ علم النفس النظري من الفلسفة، وتحديدًا من فلسفة العلوم. تسعى الفلسفة جاهدة إلى فهم طبيعة وبنية المفاهيم، والقوانين التي تحدث فيها هذه المفاهيم، والنظريات التي تجمع بين القوانين معًا. علم النفس النظري هو أحد هذه الفروع الخاصة بفلسفة العلوم. لا تستخدم فلسفة العلوم المنهج العلمي لاستنتاج الأفكار بشكل تجريبي حيال العالم المادي من خلال إجراء التجارب وتفسير النتائج. ومع ذلك، لا يزال الأمر يدور حول العلم مع التركيز على المنطق والعقلانية وراء العلم نفسه، ما يبرز ما لا يمكن تفسيره بالقياسات التجريبية. وهو يركز على جميع البشر بشكل ميتافيزيقي وبطريقة نظرية معرفية مع دمج طبيعة وجوهر المعرفة الإنسانية. كما هي فلسفة العلم بالنسبة للعلم، كذلك علم النفس النظري بالنسبة لعلم النفس؛ لأنه المنطق والعقلانية المطبقة على المفاهيم والقوانين والنظريات. علم النفس النظري ليس مجالًا لتمييز أي النظريات أكثر صدقًا أو أكثر صحةً. يرى الكثيرون أن علم النفس النظري هو دعم أو عقلنة «فكرة» ما ضمن نظرية نفسية أكثر صدقًا. ولكن الأمر ليس كذلك. يستند علم النفس النظري علميً إلى الأفكار الخاصة بما يعرف من خلال نظرية المعرفة.
علم النفس النظري كان موجودًا قبل أي فرع من فروع علم النفس التجريبي والاختباري التقليدي. بسبب هذا، هناك قدر أكبر من العمق واتساع المعرفة التي يمكن الاستفادة منه. يجعل هذا أيضًا الأمر أقل شيوعًا بالنسبة للتطورات الجديدة التي تحدث في يومنا هذا لأن العديد من المناهج «الجديدة» تُستمد من النظريات السابقة وتعييد إحياءها. يجلب هذا معرفة جديدة، وأُطر مرجعية، وعقليات مؤهلة لهذه النظريات التأسيسية. قد يكون هذا بسبب الأفكار التي تستغرق وقتًا أطول لتطوير واكتساب الزخم من المجالات ذات الصلة في علم النفس التجريبي القائم. ربما يكون هذا بسبب الأفكار التي تتطلب وقتًا أطول لتطوير واكتساب الزخم عنها في المجالات ذات الصلة في علم النفس الاختباري القائم.

## العلاقة بالفلسفة والمجال
علم النفس النظري هو إحدى نهج علم العقلانية غير التجريبية. في علم النفس -كما هو الحال مع أي مجال من مجالات الدراسة- هناك ثلاث وجهات نظر ومنهجيات فلسفية لسبل لاستنتاج المعرفة حول حقيقة العالم. تحدد المنظورات الثلاثة: العقلانية (استخدام الفكر ومنطق العقل)، التجريبية (استخدام متحسساتنا ذوات الخبرة الفردية)، والشكوكية (المعرفة التي تتجاوز مجرد الظاهر الذي لا يمكن دراسته) فهم المفاهيم النظرية المتعلقة بالقوانين التي تساعد في فهم النظريات النظرية الأكبر.
من المنظورات الفلسفية، العقلانية هي الأوثق صلةً بهذا الالتزام في علم النفس. علم النفس النظري ليس تجريبيًا أو مستند إلى أساس سريري ويركز على الطرق غير التجريبية لاكتساب المعرفة حول الموضوعات النفسية. إنه يستكشف المعرفة النظرية وراء أيديولوجياتها الشاملة. في كثير من الأحيان يشمل ذلك -على سبيل المثال لا الحصر- النقد غير التجريبي لمدارس فكرية مختلفة، وفائدة المفاهيم النفسية. علم النفس النظري هو نظام يقوم على أساس معلوماته من خلال الاستدلال، بدلًا من المعلومات المكتسبة تجريبيًا. ثم تُتبادل الفرضيات بالإضافة إلى البناء عليها من منظورات مختلفة. يتناول علم النفس النظري معالجة الكلمات الشائعة غير العلمية (البنيات الافتراضية) في مصطلحات موضوعية علميًا (المتغيرات المتداخلة). يتطلب علم النفس النظري موافقة كاملة على وجهات النظر المختلفة ليكون قادرًا على رؤية هذه النقطة كنظرية. نتيجة لذلك، لا يزال العديد من مواضيعه في جدال مستمر.
علم النفس النظري هو استدلال علم النفس بجميع عناصره. هذا يعني أنه عندما تتعارض النظريات داخل علم النفس أو تتزاحم، فإن علم النفس النظري لا يختار أيهم هو الصحيح. يصف طبيعة وتكوين العديد من الأفكار في علم النفس. كان هناك استنتاج للمبادئ التي تنتمي إلى المجالات الثلاثة المصنفة لشرح منطق علم النفس. يعتمد علم النفس على مبدأ القدرة على الإشارة إلى السلوك المُدرك، والبيئة المادية و/ أو الحالات الفسيولوجية. علم النفس النظري هو جانب مهم لا يزال يلعب دورًا في علم النفس الحديث. على الرغم من أنه هناك بعض السقطات في علم النفس النظري، إلا أن هناك أيضًا نقاط قوة وفوائد يضيفها إلى الميدان.
يغطي علم النفس النظري نطاق شاسع. يتمتع المحترفون بالفرصة لاستخدام هذه الطريقة للبحث عن المعرفة النظرية لبدء البحث في مجموعة متنوعة من الموضوعات. يتيح ذلك استكشاف قدرًا كبيرًا من المعرفة عن طريق الاستدلال بدلًا من البحث عن بيانات ملموسة لاستخلاص الأفكار. علم النفس النظري هو مجال متعدد الاختصاصات يشارك فيه علماء النفس المتخصصون في علم النفس المعرفي وعلم النفس الاجتماعي وعلم النفس التنموي وعلم نفس الشخصية وعلم النفس السريري وعلم النفس الإدراكي وعلم النفس العصبي وعلم النفس الحيوي وعلم النفس التطوري وعلم النفس الثقافي التاريخي وعلم النفس الاقتصادي وعلم النفس السياسي وعلم النفس النقدي. من المهم التنويه بأن هذه الحقول لا تقلل من التجريبية، بل تستكشف أفكارًا جديدة من خلال النهج النظري أولًا.

## الرواد
تاريخ موجز عن بعض الرواد البارزين في مجال علم النفس النظري. عمل فيلهلم فونت (1874) في الأصل كأستاذ للفلسفة. كان تركيزه على الدراسة الذاتية لوعي الفرد، وهو يعتقد أن هذا كان عاملًا رئيسيًا في مجال علم النفس. كان هذا الجانب من علم النفس غير قادر على أن يظهر مع قدر كبير من الأدلة التجريبية، لكنه بقى كنظرية طوال تاريخ علم النفس. بعد ذلك، عمل ويليام جيمس (1890) كعالم نفسي وفيلسوف. ركزت حياته المهنية على فكرة حرية الإرادة، وهي نظرية في الطبيعة. ساعد أيضًا في تكوين نظرية جيمس لانج للمشاعر، والتي تستند إلى العديد من العوامل النظرية. كان سيغموند فرويد (1905) رائدًا مهمًا في علم النفس النظري. أسس فرويد نظرية التحليل النفسي في علم النفس. لم يعتمد على البيانات التجريبية عند وضع نظرياته، ولكنه بدلًا من ذلك بحث عن تفسيرات فلسفية. غالبًا ما أبدى فرويد وجهة نظره بأنه لا يحتاج إلى أدلة تجريبية لنظريته؛ لأنه ببساطة يعلم أن هذا صحيح. كان جون واطسون (1913) رائدًا آخرًا. وضع واطسون نظرية السلوكية في علم النفس في مقالته «علم النفس كوجهات نظر سلوكية». على الرغم من أن السلوكية تركز بشدة في علم النفس التجريبي، فإن تشكيل الأساليب لا يمكن اختباره تجريبيًا، وبالتالي يعتبر كعلم نفس النظري.